# 45
Năm 45 là một năm trong lịch Julius. 